# 小さな体験
「小さな体験」（ちいさなたいけん）は、1972年11月1日に発売された郷ひろみ2作目のシングル。

## 解説
同時にファースト・アルバム『男の子女の子』もリリース。本作でフジテレビ系『夜のヒットスタジオ』に初登場（1972年12月25日放送、宮史郎とぴんからトリオと同時初出演）。

## 収録曲
全曲　作曲：筒美京平
1. 小さな体験（3分10秒）
作詞：岩谷時子／編曲：筒美京平
2. せのびした16才
作詞：北公次／編曲：高田弘